# Emmett L. Bennett
Emmett Leslie Bennet Jr. (Minneapolis, 12 de julho de 1918 - Madison, 15 de dezembro de 2011) foi um classicista americano e filólogo, cujo catálogo sistemático de símbolos levou a solução do mistério da leitura e interpretação do Linear B, um silabário usado para escrever o grego micênico, uma escrita de 3300 anos de idade que foi usada por centenas de anos antes do alfabeto grego ser desenvolvido. O arqueólogo Arthur Evans descobriu o Linear B em 1900 durante suas escavações em Cnossos na ilha grega de Creta, passando décadas tentando compreender seus escritos até sua morte em 1941. Bennett e Alice Kober catalogaram os 80 símbolos usados na escrita em seu trabalho de 1951, "As tabuinhas de Pilos", que forneceu aos estudiosos John Chadwick e Michael Ventris as pistas vitais para finalmente decifrar o Linear B em 1952.
Bennett frequentou a Universidade de Cincinnati, onde ele estudou os clássicos, ganhando os grau de bacharel, mestre e doutor, e foi um estudante do arqueólogo americano Carl Blegen, que havia descoberto uma série de tabletes inscritos em Linear B durante escavações que ele conduziu em Pilos em 1939. Bennett trabalhou como um criptoanalista nos esforços americanos de decodificar cifras japonesas durante a Segunda Guerra Mundial, apesar de não saber nada de japonês.
Após começar sua carreira acadêmica em Universidade de Yale e na Universidade do Texas, Bennett gastou quase três décadas como professor da Universidade do Wisconsin-Madison após ele se aposentar em 1988. Os papéis de Bennett foram adquiridos e já foram catalogados e organizados pelo Programa em Escritos do Mar Egeu e Pré-história da Universidade do Texas. Bennett foi premiado com Medalha de ouro pelo Instituto Arqueológico da América em 2001 em reconhecimento a "contribuições relevantes para o campo da arqueologia", por seu papel na catalogação de textos em Linear B e pelo desenvolvimento no campo dos estudos micênicos.